# Industrial Citizenship
Industrial Citizenship (deutsch: industrielle Bürgerrechte) ist ein auf den englischen Soziologen Thomas H. Marshall zurückgehender, auch im deutschen Sprachraum etablierter Fachterminus.
Marshall hat in seinem Essay „Citizenship and Social Class“ (1953) neben den bürgerlichen (zivilen), politischen und sozialen Bürgerrechten als vierte Kategorie die industriellen Bürgerrechte eingeführt. Sie umfassen „alle mit dem Gewerkschafts-und Kollektivvertragswesen zusammenhängenden Rechte“. Sie garantieren weniger individuelle als kollektive Rechte der Arbeitnehmer in der Marktwirtschaft.
In seiner frühen Schrift „Industrie- und Betriebssoziologie“ (1956) hat Ralf Dahrendorf diesen Begriff aufgenommen: „So hat das Gewerkschaftswesen ein sekundäres System industrieller Bürgerrechte parallel und ergänzend zu dem System politischer Bürgerrechte geschaffen“.
Vier Jahrzehnte später hat der Industriesoziologe Walther Müller-Jentsch den Terminus erneut in die sozialwissenschaftliche Diskussion eingeführt.